# Zimne wyłączenie reaktora
Zimne wyłączenie reaktora – stan reaktora jądrowego po wyłączaniu, w którym środek chłodzący znajduje się pod ciśnieniem atmosferycznym, a jego temperatura nie przekracza 95 °C. W reaktorze wodnym lekkim w takich warunkach chłodziwo nie będzie wrzało nawet w przypadku rozszczelnienia w systemie chłodzenia. Zwykle stan zimnego wyłączenia ma miejsce po kilkunastu godzinach od ustania łańcuchowych reakcji jądrowych w rdzeniu reaktora.